# Должанский, Яков Моисеевич
Вторым моим другом был профессор Должанский, с которым я работал. Он был «мой»: воевал со всеми, повсюду и всегда, несмотря на свои семьдесят лет. Когда я уехал из Иерусалима, у меня в кармане было выданное им, как председателем медицинского общества, полномочие приступить в Тель-Авиве к изданию научно-медицинского журнала «Гарефуа». Я оправдал его доверие и вместе с моими коллегами первые номера этого органа издал в Тель-Авиве. Ему импонировала моя энергия.
Яков Моисеевич Должанский (18 [30] июля 1864, Кривой Рог, Херсонская губерния — 19 мая 1928, Иерусалим) — российский и израильский врач-хирург. Доктор медицины (1894), профессор, коллежский советник (1904).

## Биография
Родился 18 (30) июля 1864 года в местечке Кривой Рог в семье бывшего николаевского солдата. В детстве вместе с семьёй жил в Кривом Роге, где отец служил в управлении криворожских рудников. Воспитанник Криворожской гимназии.
В 1893 году окончил Императорский Дерптский университет, специальность детские болезни, в 1894 году защитил докторскую диссертацию «Об эмбриональном развитии крови».
В 1895 году переехал в Екатеринослав. Общественный деятель. Врач Александровской больницы, педагог городского училища. Коллежский советник (1904). Был преподавателем Екатеринославского университета.
20 августа 1895 года зачислен в запас чиновников военно-медицинского ведомства по Юрьевскому уезду Лифляндской губернии.
Участник русско-японской войны, награждён несколькими орденами. Старший ординатор и старший врач 43-го Синкай-Хебского военного полевого передвижного госпиталя при 15-й пехотной дивизии. Создал в Маньчжурии главный фронтовой госпиталь.
Согласно официальным изданиям Российской империи, по состоянию на 1916 год числился нештатным преподавателем гигиены Екатеринославского горного института в чине коллежского советника и врачом Александровской больницы.
В 1916 году открыты Екатеринославские высшие женские курсы на 2 отделения — медицинское и физико-математическое. Медицинское отделение организовывал Должанский, многие клинические кафедры разместились в губернской земской больнице, где он работал. В 1918—1920 годах — первый декан медицинского отделения, основатель и первый заведующий кафедрой оперативной хирургии и топографической анатомии.
В 1921 году по личному разрешению Феликса Дзержинского, благодаря знакомству с его братом Владиславом, эмигрировал в Палестину. Участник палестинофильского движения, сионист. С 1924 года возглавил хирургическое отделение больницы «Хадасса», затем «Бикур-Холим» в Иерусалиме. В 1924—1928 годах — основной и главный редактор первого медицинского журнала «Медицина» на иврите. Председатель союза врачей Иерусалима, организатор медицинского отдела при Иерусалимской национальной библиотеке.
Умер 19 мая 1928 года в Иерусалиме.

### Семья
- Жена — Малка Должанская.
- Сын, Леонид Яковлевич Должанский (20 августа 1898, Екатеринослав — 1948)[15] — врач, жил в подмандатной Палестине с 1921 года, погиб в войне за независимость Израиля[16][8];
- Сыновья — Уриель (28 августа 1898, Екатеринослав — ?)[17]; Моисей (2 июля 1905, Екатеринослав — ?)[18].
- Дочь, Нина Яковлевна Эпштейн (1901—1970) — педагог, училась в Берлинском университете, в 1933 году вернулась в СССР, жила в Ленинграде[14];
- Дочь, Тамара Яковлевна Должанская (1903—1964) — педагог, жила в Палестине (1921—1964)[14].

## Медицинская деятельность
Специалист в области медицины, вольнопрактикующий врач, хирург. Доктор медицины (1894), профессор.
Один из основоположников военно‑полевой медицины в Российской империи и Эрец-Израиле.

## Награды
- Орден святого Станислава 2-й и 3-й степеней[2];
- Орден святой Анны 3-й степени (август 1905)[2][9].

## Память
- Фонд семьи Должанских хранится в Центральном архиве истории еврейского народа в Иерусалиме[13].